# Seal
Сіл (англ. Seal, повне ім'я англ. Henry Olusegun Olumide Adeola Samuel, 19 лютого 1963 Паддінгтон, Лондон, Англія) — британський співак та автор пісень, володар трьох музичних премій «Греммі» та кількох нагород Brit Awards. Популярність здобув у 1990-х, випустивши популярні тоді ж композиції «Killer», «Crazy» і «Kiss from a Rose». Колишній чоловік топ-моделі з Німеччини Гайді Клум.

## Біографія

### Дитинство
Генрі Самюель народився 19 лютого 1963 року в Паддінгтоні (район в Лондоні). Батьки Сіла, афробританці Френсіс Самюель (англ. Francis Samuel), бразилець африканського походження, і Адебіші Самюель (англ. Adebisi Samuel), уродженка Нігерії, переїхали в Англію з Нігерії. Оскільки в той час вони обидва були студентами та одночасно працювали, то незабаром після народження сина вони передали його в прийомну сім'ю в Ессексі.
Коли Сілу виповнилося чотири роки, шлюб його батьків розпався, Адебіші забрала Сіла назад до себе, і два роки вони прожили в Лондоні.
Потім через хворобу, матері довелося повернутися назад в Нігерію, і Сіл залишився жити з батьком.
Своє дитинство він називає «суворим», згадуючи, що батько погано з ним поводився, і визнає, що цей період сильно вплинув на те, ким він став тепер.
У дитинстві Сілу був поставлений діагноз дискоїдний червоний вовчак, характерні шрами на обличчі — наслідок хвороби.
У 15 років Сіл кинув школу і втік з дому. Закінчив інститут, отримавши диплом архітектора.

### Початок музичної кар'єри
Після закінчення інституту Сіл часто змінює місце роботи, пробуючи свої сили в різноманітних професіях — від проєктувальника електричних пристроїв до дизайнера виробів з шкіри, а також працював в Макдоналдсі.
У середині 1980-х після кількох спроб заробити гроші співом у різних клубах та барах, Сіл вирушає разом з британською панк-групою Push в тур Японією.
Деякий час Сіл разом з блюз-групою подорожував по Таїланду, а потім уже сам вирушив до Індії.
Повернувшись до Англії, Сіл знайомиться з діджеєм та продюсером Адамом Тінлі, знаним як Адамський та являє йому текст пісні «Killer».
Для Сіла ця пісня стала першим публічним виступом як вокаліста.
У травні 1990 року сингл «Killer» протягом чотирьох тижнів перебував на вершині хіт-параду Великої Британії, а також досяг 23-го місця в чарті Billboard Hot Dance Club Play.
1991 року Сіл підписує контракт із звукозаписною компанією ZTT Records та випускає свій дебютний альбом під назвою Seal. Продюсуванням альбому займався музикант та продюсер Тревор Хорн, що працював раніше з Родом Стюартом, а пізніше з проєктами Frankie Goes to Hollywood і ATB. У записі альбому також брав участь дует Wendy and Lisa. У дебютний альбом також увійшла перезаписати версія пісні «Killer».
Альбом вийшов у червні 1991 року і був тепло зустрінутий критиками, зайняв 24 місце в американських чартах і був проданий у всьому світі кількістю більше трьох мільйонів копій.
Сингли «Crazy», «Future Love Paradise» та власна версія синглу «Killer» займали високі місця в чартах.
В США пісня «Crazy» стала хітом, досягнувши сьомого місця вBillboard Music Charts і 15-го місця у Великій Британії.
На Brit Awards 1992 року Сил перемагає в номінації «Найкращий британський виконавець», альбом «Seal» отримує звання «Найкращого британського альбому року», а кліп на пісню «Killer» відзначений як «Найкращий британський кліп року».
Також співак був номінований на «Греммі» В категоріях «Найкращий новий артист» і «Найкращий чоловічий вокал», але не отримав премію.
Кліп на пісню «Crazy» отримав чотири номінації на премію MTV Video Music Awards.
У листопаді 1991 року дебютний альбом співака отримав статус золотого в США.
Пізніше в інтерв'ю газеті «The Independent» Сіл так відгукується про своє першому альбомі:
Це був дуже ідеалістичний погляд на світ. Головним гаслом того альбому можна було б вважати щось типу: «якщо ми об'єднаємося, то неодмінно врятуємо цей світ.» Я нещодавно повернувся з довгої подорожі по Азії і був повний грандіозних планів з перевлаштування світу.
Оригінальний текст (англ.)
This was very young, very idealistic point of view: "if we only stick together we can save the world." I'd just come back from a longtrip to Asia and I was unstoppable in that respect.

### Успіх
Попри те що прийшов успіх та популярність, для Сіла почався важкий період у житті — часті стреси та хвороби, автомобільна аварія.
Разом з гітаристом Джефом Беком 1993 року Сіл записує кавер-версію композиції «Manic Depression», яка увійшла до альбому «Stone Free: A Tribute To Jimi Hendrix», а також вийшла як сингл.
Свій другий альбом, який був названий так само як і перший — «Seal», співак випускає влітку 1994 року.
Для ясності другий альбом часто називають «Seal II».
На обкладинці альбому на білому фоні був зображений силует Сила, який сидить, схиливши голову та розвівши руки вгору за спину.
Пізніше це зображення кілька разів було використано для обкладинок альбомів Сила, а також для збірки його найкращих хітів «Best 1991—2004».
Вже в серпні альбом отримав статус золотого, а в січні наступного року — платинового диска.
Дві пісні з альбому «Prayer for the Dying» and «Newborn Friend» вийшли як сингли.
Альбом був номінований на премію «Греммі» у категоріях «Альбом року» та «Найкращий поп-альбом року», а за виконання пісні «Prayer for the Dying» Сил був номінований у категорії «Найкращий чоловічий поп-вокал».
Третій сингл «Kiss from a Rose» займав четверту позицію в хіт-параді Billboard Hot 100 1995 року та протягом чотирьох тижнів був на першому місці в рейтингу ARC Weekly Top 40.
Пізніше режисер фільму «Бетмен назавжди» Джоел Шумахер вирішив використовувати композицію в саундтреку до фільму.
Сингл був перевиданий і на його підтримку був знятий новий кліп, який був номінований на премію MTV Movie Awards як «Найкраще відео з фільму».
Сама пісня «Kiss from a Rose» була написана Сілом ще 1988 року.
1996 року на церемонії нагородження «Греммі» пісня «Kiss from a Rose» отримала дві нагороди — «Пісня року» та «Запис року», а співакові дісталася перемога в номінації «Найкращий чоловічий поп-вокал».
Сил записує кавер-версію композиції «Fly Like an Eagle» групи Steve Miller Band, додавши частину тексту своєї пісні «Crazy».
Його версія «Fly Like an Eagle» була використана у фільмі «Space Jam» з Майклом Джорданом у головній ролі.
Композиція у виконанні Сила досягла 13 місця в хіт-парадах Великої Британії і 10-го — в США.
1998 року Сил випускає такий альбом під назвою «Human Being».
У інтерв'ю для журналу Yahoo!Music Сіл розповідав, що сумний настрій заголовної пісні нового альбому «Human Beings» було навіяно смертю реперів Тупака Шакура і Notorious BIG
Альбом отримав статус золотого через два місяці після виходу.
Пізніше вийшли три сингли: «Human Beings», «Latest Craze», і «Lost My Faith».

### 2000-ні
2001 року був анонсований вихід четвертого альбому під назвою «Togetherland».
Однак його вихід був скасований, матеріал альбому вийшов як сингл.
Через два роки 2003 року Сил випускає четвертий альбом, в третій раз названий ім'ям співака — «Seal».
Тільки в Австралії альбом вийшов під назвою «Seal IV».
Про роботу над альбомом Сил говорить наступне:

Багато хто стверджує, що на запис альбому пішло 5 років. Я не згоден з цим. Я двічі працював над цим альбомом. Перший раз все почалося 4,5 роки тому і зайняло 2 роки, але потім я вирішив, що пісні вийшли недостатньо хорошими. Це було не те, до чого я прагнув. Отже, я стер все, що було записано та почав роботу по новій.
Оригінальний текст (англ.)
People are saying it's taken five years to make an album, but I disagree with that a little bit. I made the album twice. It started four and a half years ago, and I got two years into it and decided that it wasn't good enough, that it wasn't what I needed to be doing. So I scrapped that and started again. 

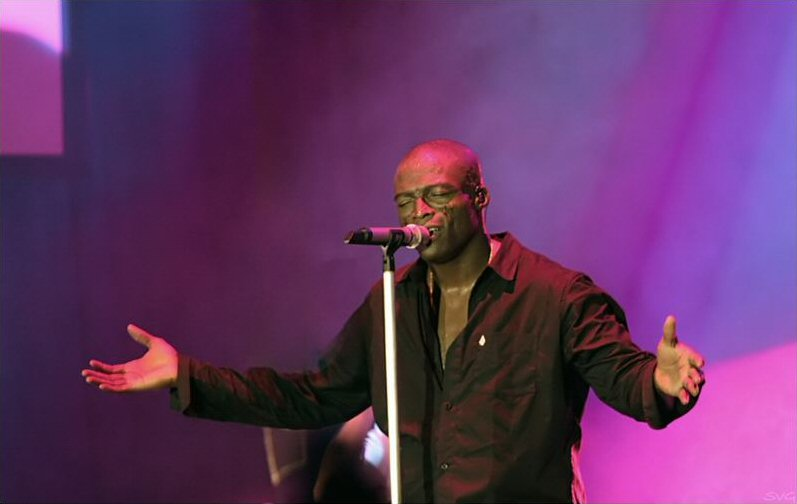
Сил на концерті під Франкфурті, Німеччина, 2006 рік

Проте продажі альбому не змогли досягти рівня попередніх робіт Сіла.
Наступного року Сіл випустив альбом своїх найкращих хітів «Best 1991—2004».
У червні 2005 року Сіл записав спеціальний концерт, який вийшов на CD 2006 року під назвою «One Night to Remember».
Запис проводився наживо в «Altes Kesselhaus» (Дюссельдорф, Німеччина) під акомпанемент оркестру та хору, на диску міститься версія «Колискової» Брамса, яку Сіл виконав німецькою мовою.
Seal двічі виступав наживо на всесвітньо відомому фешн-шоу «Victoria's Secret Fashion Show».

### Поточні проєкти

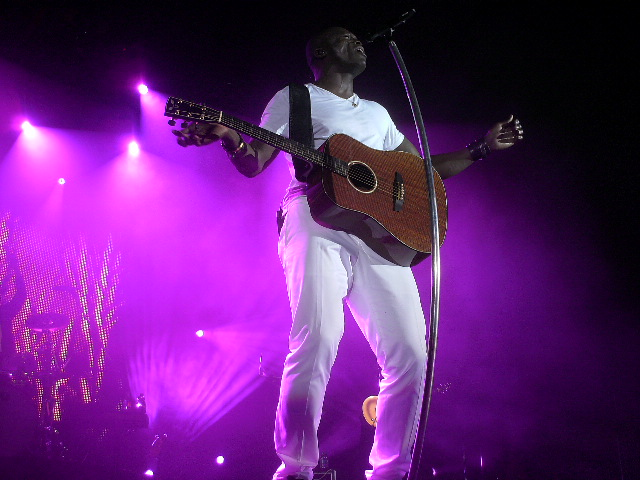
Сіл на концерті в Порту-Алегрі, травень 2008 року

Альбом «System» вийшов у листопаді 2007 року.
Сіл описував його як більш танцювальний, в деякому роді повернення до стилю часів свого першого альбому.
Композицію «Wedding Day» Сіл виконав дуетом зі своєю дружиною Гайді Клум.
Перший сингл «Amazing» з альбому вийшов у вересні 2007 роки і був номінований на премію «Греммі» у категорії «Найкращий чоловічий поп-вокал».

### Особисте життя

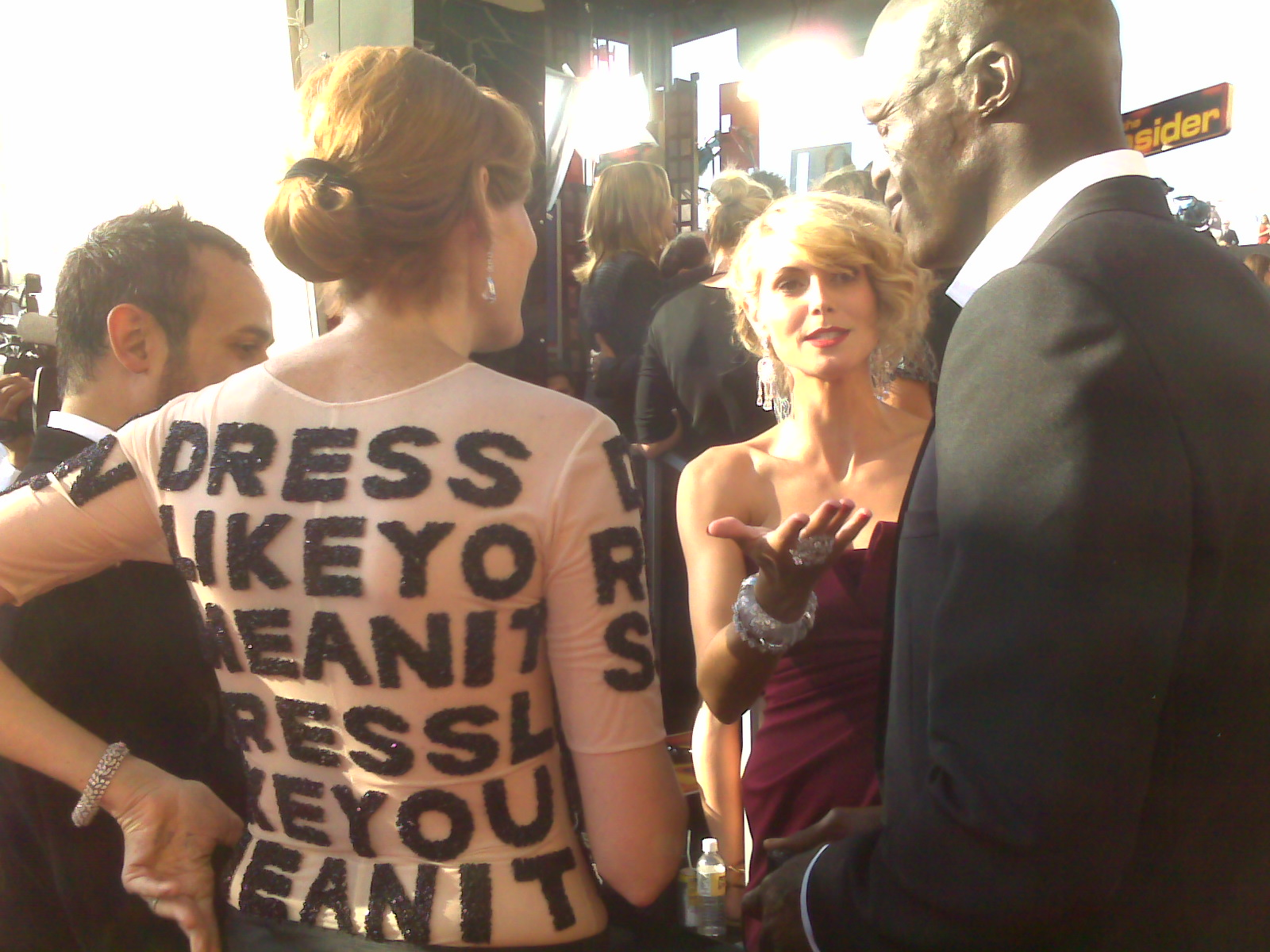
Сіл та Гайді Клум на 59-ї церемонії нагородження премією «Еммі»

1996 року Сіл зустрічався з американською моделлю та актрисою Тайрою Бенкс.
Їхній роман завершився в жовтні 2003 року.
2004 року в Нью-Йорку Сіл познайомився з німецькою топ-моделлю Гайді Клум.
У грудні вони побралися, а 10 Травень 2005 року пара одружилася.
Весільна церемонія відбулася в Мексиці.
Сіл та Гайді виховують чотирьох дітей: двох дочок — Льоні (біологічний батько — італійський бізнесмен, менеджер Формули 1 Флавіо Бріаторе) і Лу Сулолу Самуель (Lou Sulola Samuel, народився 09 жовтня 2009 року), а також двох синів — Генрі Гюнтер Адемола Дашті Семюель (англ. Henry Günther Ademola Dashtu Samuel, народився 12 вересня 2005 року) та Йохан Райлі Федір Тайво Семюель (англ. Johan Riley Fyodor Taiwo Samuel, народився 22 Листопад 2006 року).
21 січня 2012 року стало відомо, що Гайді подає на розлучення через непримиренні розбіжності. Однак співак не знімає кільця, пояснюючи це тим, що він «все ще любить Гайді».

## Дискографія
| Дата релізу | Назва                       | Лейбл                                      | Продажі | Позиції в чартах | Сертификація |
| ----------- | --------------------------- | ------------------------------------------ | ------- | ---------------- | ------------ |
| 1991        | Seal                        | ZTT Records, Warner Music UK, Sire Records | 3 млн.  |                  |              |
| 1994        | Seal (Seal II)              | ZTT Records, Warner Music UK, Sire Records |         |                  |              |
| 1998        | Human Being (Hu Manbe In G) | Warner Bros.                               |         |                  |              |
| 2001        | Togetherland                | НЕ був виданий                             |         |                  |              |
| 2003        | Seal (Seal IV)              | Warner Bros.                               |         |                  |              |
| 2004        | Best 1991-2004              | Warner Bros. Records                       |         |                  |              |
| 2005        | Live in Paris               |                                            |         |                  |              |
| 2006        | One Night to Remember       |                                            |         |                  |              |
| 2007        | System                      | Warner Bros. Records                       |         |                  |              |
| 2008        | Soul                        | Warner Bros. Records                       |         |                  |              |
| 2010        | Commitment                  | Warner Bros. Records                       |         |                  |              |
| 2011        | Soul 2                      | Reprise Records                            |         |                  |              |

## Нагороди та номінації

### Нагороди
- 1991 — «Q Award[en]» (щорічна музична премія журналу «Q») — «Найкращий новий виконавець» («Best New Act»)[23]
- 1992 — Brit Awards — «Найкращий британський виконавець»
- 1992 — Brit Awards — «Найкращий британський альбом року» (альбом «Seal»)
- 1992 — Brit Awards — «Найкращий британський кліп року» (кліп на пісню «Killer»)
- 1995 — премія «Греммі» — «Запис року» («Kiss from a Rose»)
- 1995 — премія «Греммі» — «Пісня року» («Kiss from a Rose»)
- 1995 — премія «Греммі» — «найкращий чоловічий поп-вокал» («Kiss from a Rose»)
- 1996 — премія BMI Film & TV Awards — найкраща пісня для фільму («Бетмен назавжди», композиція «Kiss From a Rose»)
- 2004 — німецька медіа-премія «Bambi»[24]

### Номінації
- 1991 — номінація на премію MTV Video Music Awards в категоріях «Найкращий новий виконавець», «Найкращі спецефекти», «Найкращий монтаж» та «Прорив року» (кліп до пісні «Crazy»)
- 1991 — номінація на «Греммі» у категоріях «Найкращий новий артист» і «Найкращий чоловічий вокал» («Crazy»)
- 1994 — номінація на «Греммі» у категоріях «Альбом року», «Найкращий поп-альбом року» та «Найкращий чоловічий поп-вокал» («Prayer For The Dying»)
- 1996 — номінація на премію MTV Movie Awards в категорії «Найкраще відео з фільму» (фільм «Бетмен назавжди», композиція «Kiss From a Rose»)
- 2007 — номінація на премію "Золотий глобус"у категорії «Найкраща пісня» (фільм «У гонитві за щастям», композиція «A Father's Way»)
- 2007 — номінація на «Греммі» у категорії"Найкращий чоловічий вокал" (сингл «Amazing»)